# Амбарная улица
Амба́рная у́лица — улица в Центральном районе Санкт-Петербурга. Проходит от площади Александра Невского до Херсонской улицы.

## История
- В 1862 году была в составе Херсонской улицы.
- Название получила 16 апреля 1887 года в связи с тем, что на берегу Невы от Херсонской улицы до Обводного канала, и далее по набережной Обводного канала находились многочисленные амбары.
- Первоначально шла от реки Монастырки до Херсонской улицы (до 1950 года).
- 26 января 1970 года присоединена к Синопской набережной.
- 28 октября 2015 года состоялось очередное заседание Топонимической комиссии Санкт-Петербурга, на котором было рассмотрено 25 вопросов о возвращении исторических названий и присвоении новых для безымянных проездов. В Центральном районе Комиссия рекомендовала восстановить два ранее утраченных названия — Амбарная улица (между площадью Александра Невского и Херсонской улицей), Банный переулок (от набережной реки Фонтанки до Загородного проспекта), и присвоить одно новое — Царицынский проезд (от реки Мойки до набережной канала Грибоедова).
- Название восстановлено 31 января 2017 года[1].